# Hành lang kinh tế Trung Quốc – Myanmar

CMEC sẽ mở ra cho Trung Quốc một lối thoát ở Ấn Độ Dương.

Hành lang kinh tế Trung Quốc – Myanmar (CMEC) là một số dự án cơ sở hạ tầng hỗ trợ kết nối giữa Myanmar và Trung Quốc. Đây là hành lang kinh tế thuộc siêu dự án Một vành đai, Một con đường.

## Vận tải
Kế hoạch phát triển cơ sở hạ tầng kêu gọi xây dựng đường bộ và đường sắt từ tỉnh Vân Nam ở Trung Quốc qua Muse và Mandalay đến hải cảng Kyaukpyu ở bang Rakhine. Tuyến đường vận chuyển đi theo các đường ống dẫn khí đốt và dầu được xây dựng vào năm 2013 và 2017. Cuối tuyến đường, cả một hải cảng và đặc khu kinh tế được quy hoạch tại Khaukphyu. Dự án xây dựng lớn nhất dọc theo tuyến đường là Đường sắt Muse – Mandalay dài 431 km (268 dặm), ước tính có chi phí 9 tỷ USD. Tuyến đường sắt mới xây dựng giúp kết nối với mạng lưới đường sắt của Trung Quốc tại Thụy Lệ, tỉnh Vân Nam.

## Vùng lõi
Một phần quan trọng của hành lang này sẽ là ba vùng lõi nằm tại biên giới của cả hai nước. Những vùng lõi sẽ là khu thương mại với nhượng bộ miễn thuế, khách sạn, sản xuất và dịch vụ tài chính. Theo kế hoạch chính sách năm 2019 của Bộ Thương mại Myanmar, các địa điểm cho các vùng lõi sẽ là Muse và Chinshwehaw ở phía bắc bang Shan và Kan Pite Tee ở bang Kachin.